# Kathedraal van Lichfield
De kathedraal van Lichfield, formeel de Kathedraal van de Gezegende maagd Maria en Sint-Chad (Engels: Cathedral Church of the Blessed Virgin Mary and St Chad), is een middeleeuwse anglicaanse kathedraal in het Engelse Lichfield. De kathedraal is opgedragen aan Maria en Sint-Chad.

## Geschiedenis

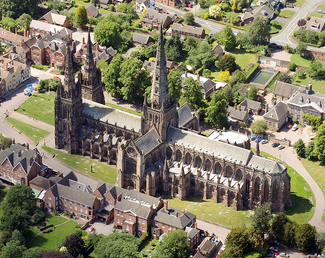
De kathedraal vanuit de lucht

Een eerste kathedraal werd gebouwd rond het jaar 700. Rond 1085 werd een romaanse kathedraal van steen gebouwd. Deze verving de eerdere houten kathedraal. Rond 1195 werd opnieuw begon aan de bouw van een kathedraal: de huidige, gotische kathedraal. Tijdens de Engelse Burgeroorlog, in de 17e eeuw, raakte de kathedraal zwaar beschadigd. De centrale torenspits was vernietigd, het dak lag in puin en van de ramen was niets over. Na de oorlog werd er begonnen aan de restauratie van de kerk. Het zou echter tot de 19e eeuw duren voordat de schade volledig was gerepareerd.
In 1802 werd een deel van de glasramen van de Abdij van Herkenrode verkocht aan een Engelsman op doorreis die ze verder verkocht aan de anglicaanse kathedraal van Lichfield. De glasramen zijn samengebracht in zeven vensters van de Lady Chapel.

## Lichfield-evangeliën
In de kathedraal worden de zogenaamde Lichfield-evangeliën (Engels: Lichfield Gospels) bewaard. Het is een insulair evangelieboek, dat dateert uit de 8e eeuw. Het boekwerk bevat de evangeliën van Matteüs, Marcus en een deel van het evangelie volgens Lucas. Het is geschreven in het Latijn. Oorspronkelijk waren er twee volumes, maar een daarvan is zoekgeraakt tijdens de Engelse Burgeroorlog. Tussen Pasen en Kerst kan men de Lichfield-evangeliën bekijken in de kapittelzaal van de kathedraal.

## Trivia
- De kathedraal van Lichfield is de enige middeleeuwse kathedraal in Engeland met drie spitsen.